# SVA Bad Hersfeld
Der SVA Bad Hersfeld (vollständiger Name: Spielverein Asbach-Bad Hersfeld 1928 e. V.) war ein Fußballverein im nordhessischen Bad Hersfeld. Er wurde im Jahr 1928 in der damals noch eigenständigen Gemeinde Asbach, seit 1972 ein Stadtteil der Kur- und Festspielstadt, als SV Asbach gegründet. Ab Sommer 2000 firmierte der Verein unter der heutigen Schreibweise. Der Verein spielte im überregionalen Fußball Ende der 1950er Jahre erstmals in der 1. Amateurliga und kehrte im weiteren Verlauf der Vereinsgeschichte mehrmals in die oberste hessische Amateurspielklasse, die heutige Hessenliga zurück. Im Sommer 2018 fusionierte der Verein mit der SG Hessen Hersfeld zur SG Festspielstadt Hersfeld.

## Geschichte
Der erste örtliche Fußballverein in Asbach entstand im Jahr 1911, als einige Jugendliche diesen Sport auf einer heimischen Hute ausübten. Später spaltete sich der Verein in die Spielvereinigung Asbach mit dem Vereinslokal Fink und in den Sportverein Germania mit der Gaststätte Herzog als Vereinslokal auf. Nach Beginn des Ersten Weltkrieges lösten sich beide Vereine auf und wurden in den ersten Nachkriegsjahren nicht wieder neu gegründet. Als sich 1922 in Asbach eine Freie Turnerschaft neu formierte, bot diese keinen Fußball an.
Am 5. August 1928 erfolgte im Gasthaus Fink auf Initiative des Vereinswirtes Kurt Fink unter dem Vorsitzenden Adam Fey II die Wiedergründung des Vereines, der allerdings noch bis 1936 ohne eigenen Sportplatz auskommen musste. Bereits im Jahr zuvor hatte man mit der Kreisklasse immerhin die damals zweithöchste Spielklasse erreicht, zu überregionalen Erfolgen reichte es bis zum Ende des Zweiten Weltkrieges allerdings nicht.
Auch in den ersten Nachkriegsjahren pendelte der SVA lediglich auf lokaler Ebene zwischen A-Klasse und 2. Amateurliga Hessen, 1947 machte immerhin die A-Jugend mit dem Erreichen des Hessenfinales (0:1 gegen den FSV Frankfurt) auf sich aufmerksam. 1957/58 gelang auch der ersten Mannschaft erstmals der Durchbruch in den überregionalen Fußball: Als überlegener Staffelmeister mit sieben Punkten Vorsprung auf den Tabellenzweiten SV Neuhof zog der SVA über zwei Siege in der Aufstiegsrunde – 2:1 über den TSV Heusenstamm und 5:2 über Hermannia Kassel – in die 1. Amateurliga Hessen ein. Zu den Stützen der damaligen Mannschaft zählten gleich fünf Mitglieder der örtlichen Fußballfamilie Fey, darunter der Mannschaftskapitän Hans Fey. Im hessischen Oberhaus konnte sich der SVA allerdings nicht behaupten, trotz einiger Überraschungserfolge – 5:1 gegen Bad Homburg, 5:2 gegen Kastel 06 – musste man bereits nach einem Jahr wieder absteigen. Nachdem 1963 der vorerst letzte Versuch, in die höchste Amateurklasse zurückzukehren, fehlgeschlagen war, stieg der SVA fünf Jahre später, 1968, sogar vorübergehend in die A-Klasse ab. 1973 gelang immerhin der Wiederaufstieg auf die Bezirksebene, wo die Mannschaft konstant bis Ende der 1980er Jahre verharrte.
Die Rückkehr in den überregionalen Fußball wurde 1986 eingeläutet, als Karl Schmidt, zuvor in Wabern und für die SG Hessen Hersfeld aktiv, als Spielertrainer beim SVA einstieg und konsequent auf Nachwuchsarbeit und gezielte Verstärkungen setzte. 1992/93 stieg der SV Asbach unter Trainer Norbert Kallee in die Landesliga auf, was zugleich eine Wachablösung im lokalen Fußballgeschehen markierte, da gleichzeitig der Lokalrivale Hessen Hersfeld erstmals seit 1971 aus selbiger abstieg. Das damalige Erfolgsrezept lautete: Gestandene Fußballprofis aus der ehemaligen DDR in den Verein holen; aufgrund der geographischen Nähe war die Verbindung zu Vollzeit-Profispielern der BSG Kali Werra Tiefenort hergestellt, denen nach der Wende die Arbeitslosigkeit drohte. Der damalige Vereinsvorsitzende Dirk Bodes, der als Ingenieur u. a. auch Grenzübergänge baute, fuhr über selbigen nach Tiefenort und konnte mit Heiko Adler, Udo Ratz und Mike Lindemann gleich 3 leistungsstarke Spieler in den Bad Hersfelder Vorort locken und zusätzlich Arbeitsverträge bei Unternehmen der Umgebung anbieten. Aufgrund neu-gewonnener Spielstärke begann ein Aufschwung, der 1993 in die Landesliga-Nord und 1998 sogar in die Oberliga Hessen (Hessenliga) führte, nachdem man 1997 noch knapp gescheitert war. Für ein dauerhaftes Bestehen erwies sich die Hessenliga allerdings als zu stark für den SVA. In der Runde 1998/99 konnte man zwar noch bestehen und mit einem 2:1-Heimsieg sowie einem 1:1 am Böllenfalltor gegen den Ex-Bundesligisten SV Darmstadt 98 zwei Saisonhöhepunkte feiern, ein Jahr später ging es aber bereits wieder in die Landesliga zurück.
Beinahe wäre 2001 der direkte Wiederaufstieg gelungen, der SVA verpasste aber durch zwei Niederlagen gegen Buchonia Flieden zunächst die Meisterschaft und anschließend in der Relegation gegen den SV Bernbach auch den Aufstieg. Ab 2002 spielte der aus der Region stammende ehemalige Eintracht-Profi Uwe Bein zum Ausklang seiner Karriere beim SVA. Der Verein hielt sich nunmehr zwar konstant in der Landesliga Nord (ab 2008: Verbandsliga Nord), die Rückkehr in die Hessenliga gelang aber erst 2009 über die Relegation wieder. Die Mannschaft stieg allerdings nach nur 16 Punkten aus 36 Spielen umgehend wieder in die Verbandsliga ab.
Ab der Saison 2016/17 spielte der SVA in der Gruppenliga Fulda. Nach dem Abstieg aus der Verbandsliga verließen viele Spieler den Verein. Nach Ende der Saison 2017/18 stellte der SVA Bad Hersfeld den Spielbetrieb ein und fusionierte mit der SG Hessen Hersfeld zur SG Festspielstadt Hersfeld.

## Spielstätte

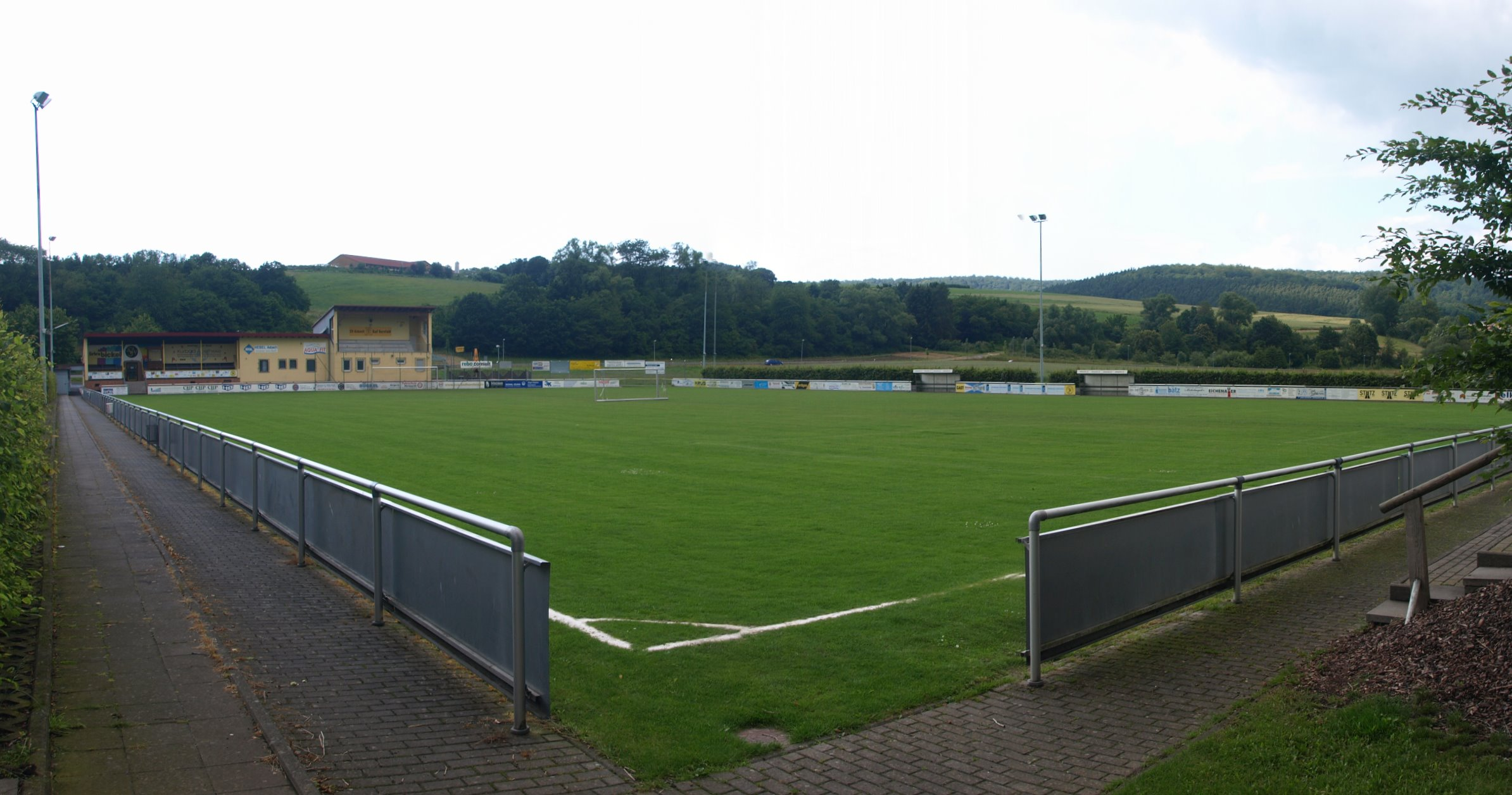
Hauptplatz mit dem Vereinsgebäude des SVA

Die am 6. August 1936 eingeweihte Heimspielstätte des Vereines liegt an der Alsfelder Straße in Asbach mit rund 4.000 Plätzen, davon 200 überdachte Sitzplätze. Den Mannschaften stand neben einem Naturrasenplatz seit der Saison 2010/11 auch ein Kunstrasenplatz zur Verfügung.